# Autophila banghaasi
Autophila banghaasi is een vlinder uit de familie van de spinneruilen (Erebidae). De wetenschappelijke naam van de soort is voor het eerst geldig gepubliceerd in 1940 door Boursin.
Deze nachtvlinder komt voor in Europa.